# Johan Arnold Dahmen (1805-1834)
Johannes Arnoldus (Johan Arnold) Dahmen (Amsterdam, 3 augustus 1805 – aldaar, 28 oktober 1834) was een Nederlands solofluitist, muziekdocent en componist.

## Biografie
Hij is een telg uit een familie van professionele musici uit Harlingen. Twee jongere broers waren eveneens actief als musicus, onder wie Pieter Wilhelm die net als hij solofluitist werd. Zijn vader Arnold Dahmen was eveneens fluitist en daarnaast waren ook vijf ooms en zijn grootvader Willem Dahmen professionele musici.
Hij was al op negenjarige leeftijd te zien en horen tijdens een concert in Felix Meritis (14 juli 1814), waarbij Alexander I van Rusland een van de toehoorders was. Dahmen werd later muziekonderwijzer en gaf regelmatig concerten. Hij was ook toegetreden tot het orkest van de Fransche Opera, dat uitvoeringen gaf in de Amsterdamsche schouwburg.
Daarnaast componeerde Dahmen kamermuziek, zowel voor fluit als voor snaarinstrumenten. Er zijn mogelijk ook fluitcomposities van hem die niet aan hem zijn toegeschreven. Hier zou het om een verwisseling van namen gaan met zijn oom en naamgenoot, Johan Arnold Dahmen, die in het Verenigd Koninkrijk werkzaam was.
Dahmen overleed in 1834 in zijn geboorteplaats. Hij werd negenentwintig jaar oud.
- International Standard Name Identifier: 0000 0003 9332 3724
- Nederlandse Thesaurus van Auteursnamen: 17140808X
- Virtual International Authority File: 287560614